# Кочинян, Генрик Джумшудович
Ге́нрик Джумшу́дович Кочиня́н (арм. Հենրիկ Քոչինյան, 7 мая 1948 село  Шнох, Алавердинский район, Армянская ССР, СССР) — армянский политический и государственный деятель.

## Карьера
- 1956—1966 — с серебряной медалью окончил среднюю школу села Шнох.
- 1966—1971 — Ереванский политехнический институт. Инженер-механик автотракторной техники. Кандидат технических наук, профессор. Автор 53 научных статей, учебных пособий, учебников. Имеет ряд государственных наград.
- 1971—1974 — работал в конструкторно-технологическом бюро министерства автомобильного транспорта Армянской ССР в качестве конструктора, ведущего конструктора, затем в качестве ведущего инженера.
- 1974—1995 — работал в Ереванском политехническом институте как ассистент, доцент, заместитель декана, декан транспортного факультета.
- 1990—1995 — с совместительством являлся заведующим кафедры автомобилей.
- 1990—1998 — был министром транспорта и коммуникаций Армении.
- 1998—2006 — был губернатором Лорийской области. Член партии «РПА».